# Мастер и Маргарита (телесериал, 2005)
«Ма́стер и Маргари́та» — российский телесериал режиссёра Владимира Бортко по одноимённому роману Михаила Булгакова.
Премьера состоялась 19 декабря 2005 года на телеканале «Россия» показом первых двух серий. В России сериал смотрели почти 40 млн человек.
Владимир Бортко, по его же словам, поставил перед собой задачу наиболее полно и адекватно передать его содержание. В сериале снялись многие звёзды российского кино. Москва начала 1930-х годов показана в тонах сепии, Ершалаим — жёлтыми и красными оттенками, а «чудеса» Воланда и его спутников — в красках.
Девиз сериала: «Рукописи не горят!».
26 января 2024 года на медиаплатформе «Смотрим» вышла отреставрированная версия сериала.

## Сюжет
Действие датировано 1935 годом (Воланд предъявляет расписку о получении аванса 10 000 рублей за 7 выступлений, где указан май 1935 года, также Гелла упоминает про коллекцию весны 1935 года).
В Москве появляется Воланд со своей свитой. Воланда интересуют новые люди в условиях общества, создаваемого независимо от религиозного сознания. Он встречает на Патриарших прудах литератора, председателя МАССОЛИТа Берлиоза и поэта Бездомного, беседующих о неудачной попытке поэта изобразить Иисуса.
Если поэт — напористый и энергичный, но невежественный и довольно наивный молодой человек, то Берлиоз — интеллектуал, использующий свою эрудицию для атеистической пропаганды в стране. Поступки Воланда и рассказанные им истории волнуют и интересуют литераторов, но они не воспринимают его слова всерьёз, несмотря на необычность. Так, Воланд на выбор предлагает поэту папиросу названного им сорта из необычайного золотого портсигара, а потом точно пророчески сообщает Берлиозу, какою именно смертью он, Берлиоз, умрёт («Вам отрежут голову!»). Воланд говорит Берлиозу и Бездомному, что Иисус существовал, и в качестве доказательства рассказывает им историю встречи пятого прокуратора Иудеи Понтия Пилата с оборванным бродячим философом Иешуа Га-Ноцри.
Однако слушатели, несмотря на удивление обстоятельствами повествования, не верят словам Воланда и принимают его за ненормального. После встречи с Воландом Берлиоз попадает под трамвай и погибает (который и отрезает ему голову), а Бездомный — в клинику для душевнобольных.
Желая посмотреть на новых людей, Воланд отправляется в театр Варьете. Он делает вывод, что «…они как прежние, только „квартирный вопрос“ их испортил».
Людьми нового общества являются и Мастер, и Маргарита. Мастеру 38 лет, он знает шесть языков и написал роман о Понтии Пилате — том самом, который утвердил смертный приговор Иешуа, и о котором Воланд рассказывал литераторам на Патриарших.

## В ролях
| Актёр                          | Роль                                                                                         |
| ------------------------------ | -------------------------------------------------------------------------------------------- |
| Александр Галибин              | Мастер (имя на обложке романа — Николай Афанасьевич Максудов) (роль озвучил Сергей Безруков) |
| Анна Ковальчук                 | Маргарита                                                                                    |
| Олег Басилашвили               | Воланд                                                                                       |
| Александр Абдулов              | Коровьев-Фагот демон-рыцарь из свиты Воланда                                                 |
| Александр Филиппенко           | Азазелло демон-убийца из свиты Воланда                                                       |
| Вано Миранян Александр Баширов | кот Бегемот шут-оборотень из свиты Воланда (роль озвучил Семён Фурман)                       |
| Таня Ю (Татьяна Школьник)      | Гелла вампирша из свиты Воланда                                                              |
| Кирилл Лавров                  | Понтий Пилат прокуратор Иудеи                                                                |
| Сергей Безруков                | Иешуа Га-Ноцри бродячий философ                                                              |
| Любомирас Лауцявичюс           | Афраний начальник тайной стражи прокуратора Иудеи (роль озвучил Олег Басилашвили)            |
| Семён Стругачёв                | Левий Матвей сборщик податей, ученик Иешуа                                                   |
| Владислав Галкин               | Иван Николаевич Бездомный (Понырёв) поэт, член МАССОЛИТа                                     |
| Александр Адабашьян            | Михаил Александрович Берлиоз председатель МАССОЛИТа                                          |
| Александр Панкратов-Чёрный     | Степан Богданович Лиходеев директор Варьете                                                  |
| Илья Олейников                 | Григорий Данилович Римский финдиректор Варьете                                               |
| Андрей Шарков                  | Иван Савельевич Варенуха администратор Варьете                                               |
| Георгий Штиль                  | Андрей Фокич Соков заведующий буфетом в Варьете                                              |
| Андрей Ургант                  | Жорж Бенгальский конферансье Варьете                                                         |
| Валентин Гафт                  | иудейский первосвященник Иосиф Каифа / человек во френче (аллюзия на Берию)                  |
| Олег Сорокин                   | кентурион Марк Крысобой                                                                      |
| Валерий Золотухин              | Никанор Иванович Босой председатель жилтоварищества                                          |
| Николай Буров                  | Арчибальд Арчибальдович метрдотель Грибоедовского ресторана                                  |
| Роман Карцев                   | Максимилиан Андреевич Поплавский дядя Берлиоза                                               |
| Александр Ронис                | Сашка Рюхин поэт, член МАССОЛИТа                                                             |
| Василий Ливанов                | профессор Стравинский врач психиатрической клиники                                           |
| Валентин Смирнитский           | Аркадий Аполлонович Семплеяров председатель акустической комиссии                            |
| Виктор Смирнов                 | Прохор Петрович председатель зрелищной комиссии                                              |
| Наталья Суркова                | Анна Ричардовна секретарь Прохора Петровича                                                  |
| Роман Литвинов                 | Василий Степанович Ласточкин бухгалтер Варьете                                               |
| Евгений Меркурьев              | счетовод Варьете                                                                             |
| Геннадий Богачёв               | Алоизий Могарыч журналист                                                                    |
| Дмитрий Нагиев                 | Иуда из Кириафа / барон Майгель                                                              |
| Иван Краско                    | шофёр такси                                                                                  |
| Станислав Ландграф             | критик О. Латунский                                                                          |
| Станислав Соколов              | писец у Понтия Пилата                                                                        |
| Владислава Назарова            | Наташа домработница Маргариты                                                                |
| Вадим Лобанов                  | Николай Иванович сосед по дому Маргариты                                                     |
| Светлана Григорьева            | жена Николая Ивановича                                                                       |
| Жанна Обухова                  | Фрида гостья на балу                                                                         |
| Росина Цидулко                 | Низа жительница Ершалаима                                                                    |
| Александр Чабан                | Сидоров следователь                                                                          |
| Леонид Максимов                | помощник следователя                                                                         |
| Сергей Мучеников               | Фёдор Васильевич доктор в психиатрической лечебнице                                          |
| Евгений Леонов-Гладышев        | заведующий филиалом зрелищной комиссии в Ваганьковском переулке                              |
| Анатолий Рудаков               | гражданин Парчевский зритель в зале                                                          |
| Андрей Федорцов                | член домоуправления Пятнажко                                                                 |
| Татьяна Ткач                   | жена Семплеярова                                                                             |
| Любовь Тищенко                 | Пелагея Антоновна жена Босого                                                                |
| Юрий Оськин                    | Николай швейцар в «Грибоедове»                                                               |
| Семён Фурман                   | толстяк на шабаше                                                                            |
| Гали Абайдулов                 | козлоногий                                                                                   |
| Владимир Бортко                | почтальон в Киеве                                                                            |
| Юлия Ауг                       | женщина в душе                                                                               |
| Ирина Ракшина                  | кондуктор в трамвае                                                                          |
| Алексей Чардымский             | член МАССОЛИТа                                                                               |
| Владимир Матвеев               | патологоанатом                                                                               |
| Лев Елисеев                    | жилец жилтоварищества                                                                        |
| Гелий Сысоев                   | зритель в зале                                                                               |
| Евгений Филатов                | зритель                                                                                      |
| Александр Рязанцев             | шофёр                                                                                        |
| Ольга Толстецкая               | приятельница Лиходеева за столиком в «Грибоедове»                                            |
| Галина Бокашевская             | дама за столиком в «Грибоедове»                                                              |
| Валентина Егоренкова           | медсестра в психиатрической клинике                                                          |
| Ольга Калмыкова                | Прасковья Фёдоровна нянечка в психиатрической клинике                                        |
| Ирина Основина                 | клиентка «дамского магазина» на допросе                                                      |
| Валентин Букин                 | иностранец в Торгсине                                                                        |
| Александр Тютрюмов             | Павел Иосифович (Палосич) начальник в Торгсине на Смоленском рынке                           |
| Станислав Фесюнов              | швейцар магазина Торгсин                                                                     |
| Анатолий Кондюбов              | Дисмас                                                                                       |
| Сергей Требесов                | Гестас                                                                                       |
| Александр Канторов             | Иоганн Штраус дирижёр оркестра на балу                                                       |
| Владимир Аджамов               | мисье Жак гость на балу                                                                      |
| Александр Сластин              | граф Роберт гость на балу                                                                    |
| Галина Мочалова                | госпожа Тофана гостья на балу                                                                |
|                                | император Рудольф гость на балу                                                              |
| Мария Одегова                  | маркиза гостья на балу                                                                       |
|                                | госпожа Минкина гостья на балу                                                               |
| Тамара Исаева                  | московская портниха, гостья на балу                                                          |
| Юрий Ковалёв                   | Калигула гость на балу                                                                       |
| Наталья Васильева              | Мессалина гостья на балу                                                                     |

## Съёмочная группа
- Автор сценария: Владимир Бортко
- Режиссёр-постановщик: Владимир Бортко
- Оператор-постановщик: Валерий Мюльгаут
- Композитор: Игорь Корнелюк
- Художники-постановщики: Владимир Светозаров, Марина Николаева
- Монтаж: Леда Семёнова
- Художник по костюмам: Надежда Васильева
- Художники по гриму: Ирина Васильева, Вадим Халимов
- Звукорежиссёр: Михаил Викторов
- Супервайзер визуальных эффектов: Олег Кондратьев
- Спецэффекты: студия «Бегемот», студия «Леста»
- Директора картины: Валентина Братцева, Марина Савчук
- Генеральные продюсеры: Антон Златопольский, Валерий Тодоровский
- Продюсер: Владимир Бортко
- Сопродюсер: Рубен Дишдишян

## Саундтрек
Музыку к сериалу написал композитор Игорь Корнелюк. Время написания заняло один год с небольшим.
В 2010 году в продажу поступил официальный альбом-саундтрек с инструментальной музыкой, звучавшей в сериале:
1. Титры (02:03.68)
2. «Невидима и свободна» (полёт Маргариты) (04:57.82)
3. Казнь (05:19.61)
4. «Нравятся ли вам мои цветы?..» (Первая встреча) (02:40.21)
5. Шабаш (06:54.86)
6. Вальс (03:47.70)
7. Гефсиманский сад (Гибель Иуды) (03:31.82)
8. Воланд (03:39.57)
9. «Любовь выскочила… как убийца в переулке» (04:47.38)
10. Крем Азазелло (01:46.53)
11. «И при луне ему нет покоя…» (04:00.78)
12. Великий Бал у Сатаны (12:02.14)
13. Ещё про любовь (06:57.48)
14. «Маэстро, урежьте марш!» (01:47.22)

В музыкальной теме «Воланд» на музыкальную дорожку был наложен текст, прозвучавший в исполнении вокального ансамбля Singing Family, состоявшего из четырёх человек. Текст состоит из известного палиндрома Sator Arepo Tenet Opera Rotas (вписывающегося в магический квадрат 5х5 клеток, в котором фраза читается одинаково по горизонтали и вертикали), сатанинского заклинания Abracadabra, Igne Natura Renovatur Integra («в огне возрождается природа»), фразы Iesus Nazarenus Rex Iudaeorum («Иисус, назарянин, царь иудейский»).
В эпизоде первого выступления Воланда в Варьете звучит тема Шахрияра из симфонической сюиты «Шехеразада» Н. Римского-Корсакова.
В музыкальных темах «Казнь» и «Гефсиманский сад» использовались тексты из православной литургии и Страстного пятка.
В эпизоде «Джаз в Грибоедове» использовалась аранжированная версия джазовой композиции «Аллилуйя», которая упоминалась Булгаковым в романе.

## Критика
Телесериал вызвал ряд критических отзывов:
Илья Стогов:
Фильм просто чудовищный. Набрали «старых коней», которые испортили всю борозду. Единственное светлое пятно — Маргарита: она хотя бы не вызывает слёз жалости. А Бортко после этого фильма хочется крикнуть: «Вон из искусства!»
Анатолий Кучерена:
За фильм надо сказать спасибо. Ведь великий роман Булгакова сложно перенести на экран. Наверное, поэтому нет в сериале того духа, который возникает при чтении книги.

Филипп Стукаренко, булгаковед: 
Никак. Он пустой, как фантик от конфеты. Снаружи как настоящий, а начинки нет. Технически подробная иллюстрация.
Юлия Латынина, писатель и журналист:
Режиссёр Бортко рабски следовал тексту романа. Но произошла обратная вещь — текст и фильм неадекватны. Думаю, на фильме сэкономили, он напоминает постановку ТЮЗа 60-х годов. А на таком кино экономить нельзя!
протодиакон Андрей Кураев:
Перелагать с языка одного искусства на язык другого искусства трудно. Мне кажется, Владимиру Владимировичу Бортко это не удалось, когда он экранизировал «Мастер и Маргариту». У него получилась гениальная экранизация «Собачьего Сердца». Редкий случай, когда экранизация лучше литературного оригинала. А вот с «Мастером и Маргаритой» не получилось. Похоже, что он был придавлен, обескрылен самой грандиозностью той задачи, которую он взял на себя. Поэтому получился не фильм, а просто читка ролей в телестудии, когда актёры как на аудиокниге зачитывают текст и всё. Подстрочник. Языка кино там нет
Дмитрий Быков, поэт и писатель:
Кризис, 1998 год, обнуление всего… Кота сделали вручную, и кот получился позорный, и, видимо, как говорит веселый русский народ, его сделали из говна и палок. Хотя в фильме были замечательные куски, но он снимался на нищенский бюджет, и, в общем, не получился, сериал этот

## Призы и награды
- Премия «ТЭФИ-2006» в номинации «Режиссёр телевизионного художественного фильма/сериала»
- «Специальный приз жюри» на МКФ Биарриц, Франция, 2007
- Призы в номинации «Лучший телесериал» и в номинации «За лучшую женскую роль» (Анне Ковальчук) на XIV кинофестивале «Виват кино России!», Санкт-Петербург, 2006